# جان-فرانسوا هامبرت
جان-فرانسوا هامبرت هو سياسي فرنسي، ولد في 17 أكتوبر 1952 في بيزنسون في فرنسا. نشط حزبياً في الاتحاد من أجل حركة شعبية. وقد انتخب عضو مجلس الشيوخ الفرنسي ‏ وانتخب عضو مجلس جهوي ‏.